# Bárbara Gómez
Bárbara Gómez García (México, 1936-Ciudad de México, 28 de octubre de 2024) fue una actriz mexicana, reconocida por interpretar personajes episódicos en series unitarias como La rosa de Guadalupe y Mujer, casos de la vida real.

## Biografía
Gómez García participó en distintas telenovelas, como Desencuentro, El noveno mandamiento y La esposa virgen en papeles secundarios. Dos de sus últimos papeles, en los que obtuvo roles más notorios, fueron como Pelancha, la ama de llaves en Amores con trampa y como Altagracia Bautista, una pueblerina chismosa en Mi adorable maldición.
Su fallecimiento fue anunciado por la Asociación Nacional de Actores (ANDA) el 28 de octubre de 2024, a los 88 años de edad, en un comunicado en el que también se informó el deceso del actor Antonio Miguel.

## Filmografía

### Televisión
- Médicos, línea de vida (2020) como Estelita
- Por amar sin ley (2018) como Amalia
- Mi adorable maldición (2017) como Altagracia Bautista
- Corazón que miente (2016)
- La rosa de Guadalupe (2008-2016) como Polita / Modesta / Josefina / Flora / Gaudencia
- Amores con trampa (2015) como Esperanza «Pelancha»
- Como dice el dicho (2015) como Dionisia
- Libre para amarte (2013) como Berta
- Dos hogares (2011) como Zulema
- Mujer, casos de la vida real (2007) Varios episodios
- Pablo y Andrea (2005) como Conchita
- La esposa virgen (2005) como la Hechicera
- El noveno mandamiento (2001) como Tomasa
- La jaula de oro (1997) como Regina
- Desencuentro (1997) como Doña Encarnación
- Los caudillos (1968)